# Millî Küme 1937
Die Millî Küme 1937 war die erste ausgetragene Saison der Millî Küme. Zum ersten Mal in der türkischen Fußballgeschichte spielten Mannschaften aus dem ganzen Land in einer Liga gegeneinander. Meister wurde Fenerbahçe Istanbul.

## Teilnehmende Mannschaften
- Qualifikanten
  - Aus der İstanbul Futbol Ligi 1936/37
    - Fenerbahçe Istanbul –  als 1. Platz
    - Güneş SK – als 2. Platz
    - Galatasaray Istanbul – als 3. Platz
    - Beşiktaş Istanbul – als 4. Platz

  - Aus der Ankara Futbol Ligi 1936/37
    - MKE Ankaragücü – als Meisterschafts-Play-off-Sieger
    - Gençlerbirliği Ankara – als Meisterschafts-Play-off-Finalist[1]

  - Aus der İzmir Futbol Ligi 1936/37
    - Altay Izmir – als 1. Platz
    - Göztepe Izmir – als 2. Platz[2]

### Konkurrenzfähigkeit
Der Gouverneur und Bürgermeister von Izmir verordnete den Izmirer Qualifikanten mit anderen Vereinen zu fusionieren, um für die Millî Küme mehr konkurrenzfähiger gegen die Top-Mannschaften aus Ankara und Istanbul zu sein.
- Altay Izmir fusionierte für die Millî Küme 1937 mit den ägäischen Vereinen Altınordu Izmir und Bucaspor zu Üçok.
- Göztepe Izmir fusionierte für die Millî Küme 1937 mit den ägäischen Vereinen İzmirspor und Yün Pamuk Mensucat FK zu Doğanspor.[3]

Trotz der Fusionierungen belegten die beiden Izmirer Mannschaften Üçok und Doğanspor am Saisonende die letzten Plätze.

## Statistiken

### Abschlusstabelle
Punktesystem

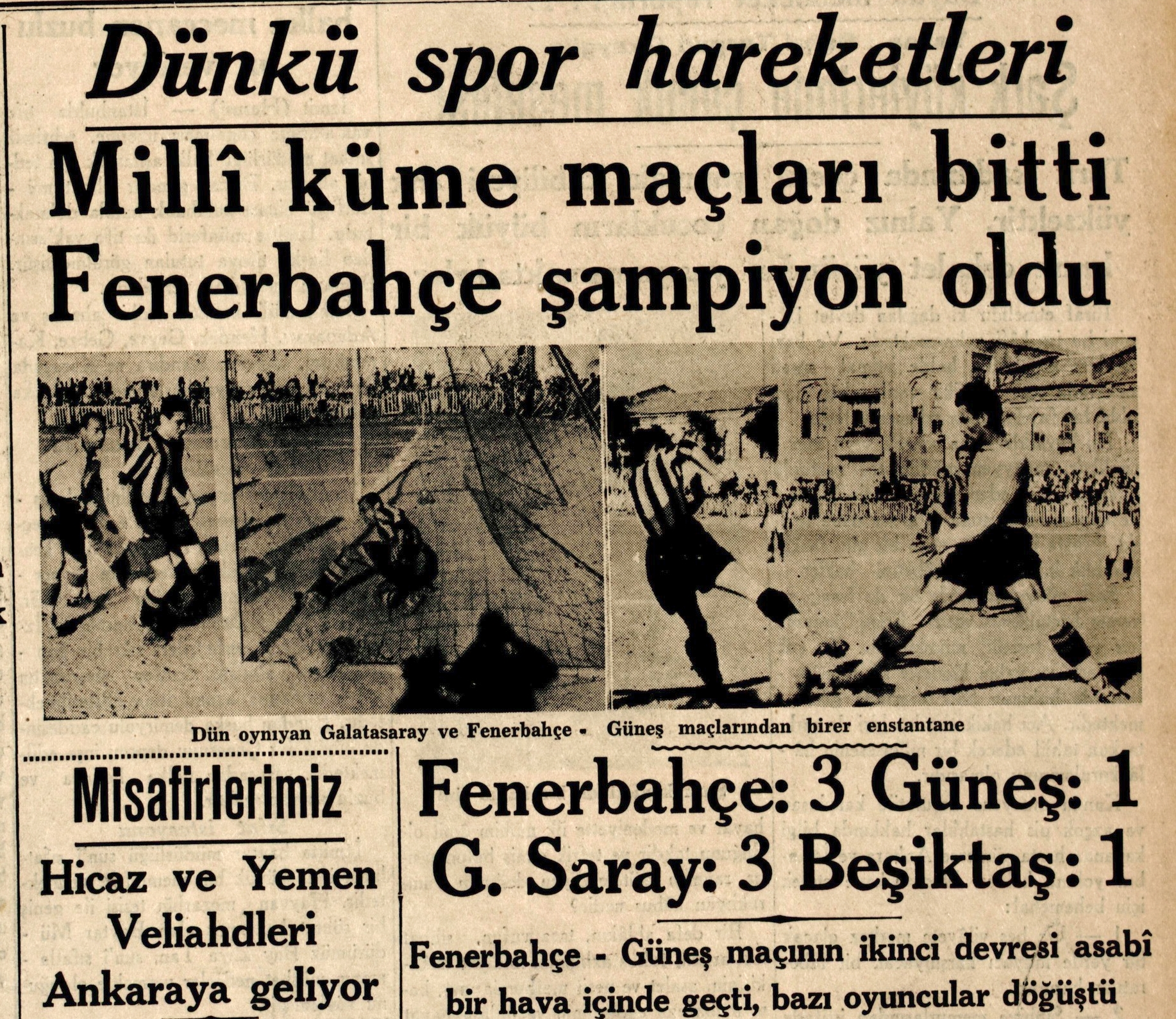
Meisterschaftsmeldung der türkischen Zeitung Cumhuriyet (1937)

Sieg: 3 Punkte, Unentschieden: 2 Punkte, Niederlage: 1 Punkt
| Pl. | Verein                | Sp. | S  | U | N | Tore    | Diff. | Punkte |
| --- | --------------------- | --- | -- | - | - | ------- | ----- | ------ |
| 1.  | Fenerbahçe Istanbul   | 14  | 10 | 2 | 2 | 034:160 | +18   | 36     |
| 2.  | Galatasaray Istanbul  | 14  | 8  | 4 | 2 | 039:240 | +15   | 34     |
| 3.  | Beşiktaş Istanbul     | 14  | 5  | 5 | 4 | 022:190 | +3    | 29     |
| 4.  | Güneş SK              | 14  | 5  | 4 | 5 | 033:270 | +6    | 28     |
| 5.  | Gençlerbirliği Ankara | 14  | 5  | 2 | 7 | 025:280 | −3    | 26     |
| 6.  | MKE Ankaragücü        | 14  | 5  | 2 | 7 | 030:340 | −4    | 26     |
| 7.  | Doğanspor             | 14  | 4  | 2 | 8 | 028:480 | −20   | 24     |
| 8.  | Üçok                  | 14  | 2  | 3 | 9 | 026:410 | −15   | 20     |

### Torschützenliste
Bei gleicher Anzahl von Treffern sind die Spieler alphabetisch nach Nachnamen bzw. Künstlernamen sortiert.
| Rang | Name              | Mannschaft            | Tore |
| ---- | ----------------- | --------------------- | ---- |
| 1.   | Sait Altınordu    | Üçok                  | 13   |
| 2.   | Selahattin Almay  | Güneş SK              | 12   |
| 3.   | Niyazi Öztunç     | Gençlerbirliği Ankara | 11   |
| 3.   | Hakkı             | Doğanspor             | 11   |
| 5.   | Süleyman Tekil    | Galatasaray Istanbul  | 10   |
| 6.   | Bülent Ediz       | Galatasaray Istanbul  | 9    |
| 6.   | Rıdvan Köksal     | Beşiktaş Istanbul     | 9    |
| 6.   | Yaşar Yalçınpınar | MKE Ankaragücü        | 9    |
| 9.   | Necdet Türel      | Güneş SK              | 8    |
| 9.   | Hakkı Yeten       | Beşiktaş Istanbul     | 8    |

### Kreuztabelle
| 1937                  | Fenerbahçe Istanbul | Galatasaray Istanbul | Beşiktaş Istanbul | GÜN | Genclerbirligi Ankara | MKE Ankaragücü | DOĞ | ÜÇO |
| --------------------- | ------------------- | -------------------- | ----------------- | --- | --------------------- | -------------- | --- | --- |
| Fenerbahçe Istanbul   |                     | 2:1                  | 1:0               | 4:2 | 2:1                   | 2:0            | 6:0 | 1:0 |
| Galatasaray Istanbul  | 0:0                 |                      | 2:2               | 2:2 | 2:0                   | 2:4            | 5:0 | 7:3 |
| Beşiktaş Istanbul     | 2:1                 | 1:3                  |                   | 1:1 | 2:2                   | 3:1            | 2:2 | 4:1 |
| Güneş SK              | 1:3                 | 1:1                  | 1:2               |     | 3:3                   | 1:2            | 3:1 | 3:1 |
| Gençlerbirliği Ankara | 1:2                 | 2:3                  | 2:1               | 0:2 |                       | 4:2            | 6:1 | 2:1 |
| MKE Ankaragücü        | 1:4                 | 3:4                  | 0:1               | 1:6 | 4:0                   |                | 5:1 | 2:2 |
| Doğanspor             | 4:3                 | 2:3                  | 1:1               | 5:3 | 2:0                   | 2:3            |     | 4:2 |
| Üçok                  | 3:3                 | 2:4                  | 1:0               | 1:4 | 1:2                   | 2:2            | 6:3 |     |

### Höchster Sieg
Der höchste Saisonsieg der Saison war ein 6:0 vom späteren Meister Fenerbahçe Istanbul gegen Doğanspor.
| Fenerbahçe Istanbul                                     | Fenerbahçe Istanbul | Doğanspor | Doğanspor |
| ------------------------------------------------------- | --- | --- | --------- |
| Fenerbahçe Istanbul                                     | \| 8. Spieltag \| \| 9. Mai 1937 um 16:00 Uhr in Istanbul (Fenerbahçe Stadı) \| \| Ergebnis: 6:0 (2:0) \| \| Schiedsrichter: Nihat Bekdik \| \| Spielbericht \|                                             | \| 8. Spieltag \| \| 9. Mai 1937 um 16:00 Uhr in Istanbul (Fenerbahçe Stadı) \| \| Ergebnis: 6:0 (2:0) \| \| Schiedsrichter: Nihat Bekdik \| \| Spielbericht \| | Doğanspor |
| Fenerbahçe Istanbul                                     | Hüsamettin Böke – Lebip Elmas, Yaşar Alpaslan, Cevat Seyit, Yorgo Angelidis, Mehmet Reşat Nayır, Ali Rıza Tansı, Esat Kaner, Fikret Arıcan, Naci Bastoncu, Niyazi Sel Cheftrainer: James Donnelly ( Irland) | Mahmut – Fethi, Adnan, İsmail, Nurullah, Reşat, Ömer, Mehmet, Ali, Fuat Göztepe, Sabri                                                                          | Doğanspor |
| Fenerbahçe Istanbul                                     | 1:0 Niyazi Sel (10.) 2:0 Esat Kaner (15.) 3:0 Esat Kaner (49.) 4:0 İsmail (51., Eigentor) 5:0 Ali Rıza Tansı (68.) 6:0 Naci Bastoncu (85.)                                                                  | | Doğanspor |
| 8. Spieltag                                             | | |           |
| 9. Mai 1937 um 16:00 Uhr in Istanbul (Fenerbahçe Stadı) | | |           |
| Ergebnis: 6:0 (2:0)                                     | | |           |
| Schiedsrichter: Nihat Bekdik                            | | |           |
| Spielbericht                                            | | |           |

### Torreichstes Spiel
Der 7:3-Heimsieg von Galatasaray Istanbul über den ägäischen Vertreter Üçok war das torreichste Spiel der Saison.
| Galatasaray Istanbul                                   | Galatasaray Istanbul | Üçok | Üçok |
| ------------------------------------------------------ | --- | --- | ---- |
| Galatasaray Istanbul                                   | \| 10. Spieltag \| \| 22. Mai 1937 um 15:30 Uhr in Istanbul (Taksim-Stadion) \| \| Ergebnis: 7:3 (4:0) \| \| Schiedsrichter: Refik Osman Top \| \| Spielbericht \|                                   | \| 10. Spieltag \| \| 22. Mai 1937 um 15:30 Uhr in Istanbul (Taksim-Stadion) \| \| Ergebnis: 7:3 (4:0) \| \| Schiedsrichter: Refik Osman Top \| \| Spielbericht \| | Üçok |
| Galatasaray Istanbul                                   | Avni Kurgan – Lütfü Aksoy, Reşat Erkal, Ekrem Kapman, Suavi Atasagun, Finlandiyalı Hayrullah, Haşim Birkan, Bülent Ediz, Süleyman Tekil, Eşfak Aykaç, Necdet Cici Cheftrainer: Péter Szabó ( Ungarn) | Hilmi – Ziya Eralan, Ali, Mazhar Öksüz, Şükrü, Adil Bümen, Mehmet, Saim Özaltay, Mehmet, Sait Altınordu, Namık Erbay                                               | Üçok |
| Galatasaray Istanbul                                   | 1:0 Reşat Erkal (6., Strafstoß) 2:0 Süleyman Tekil (26.) 3:0 Eşfak Aykaç (35.) 4:0 Haşim Birkan (40.) 5:1 Necdet Cici (58.) 6:1 Süleyman Tekil (61.) 7:1 Süleyman Tekil (64.)                        | 4:1 Sait Altınordu (55.) 7:2 Sait Altınordu (67.) 7:3 Sait Altınordu (83., Strafstoß)                                                                              | Üçok |
| 10. Spieltag                                           | | |      |
| 22. Mai 1937 um 15:30 Uhr in Istanbul (Taksim-Stadion) | | |      |
| Ergebnis: 7:3 (4:0)                                    | | |      |
| Schiedsrichter: Refik Osman Top                        | | |      |
| Spielbericht                                           | | |      |

## Die Meistermannschaft von Fenerbahçe Istanbul

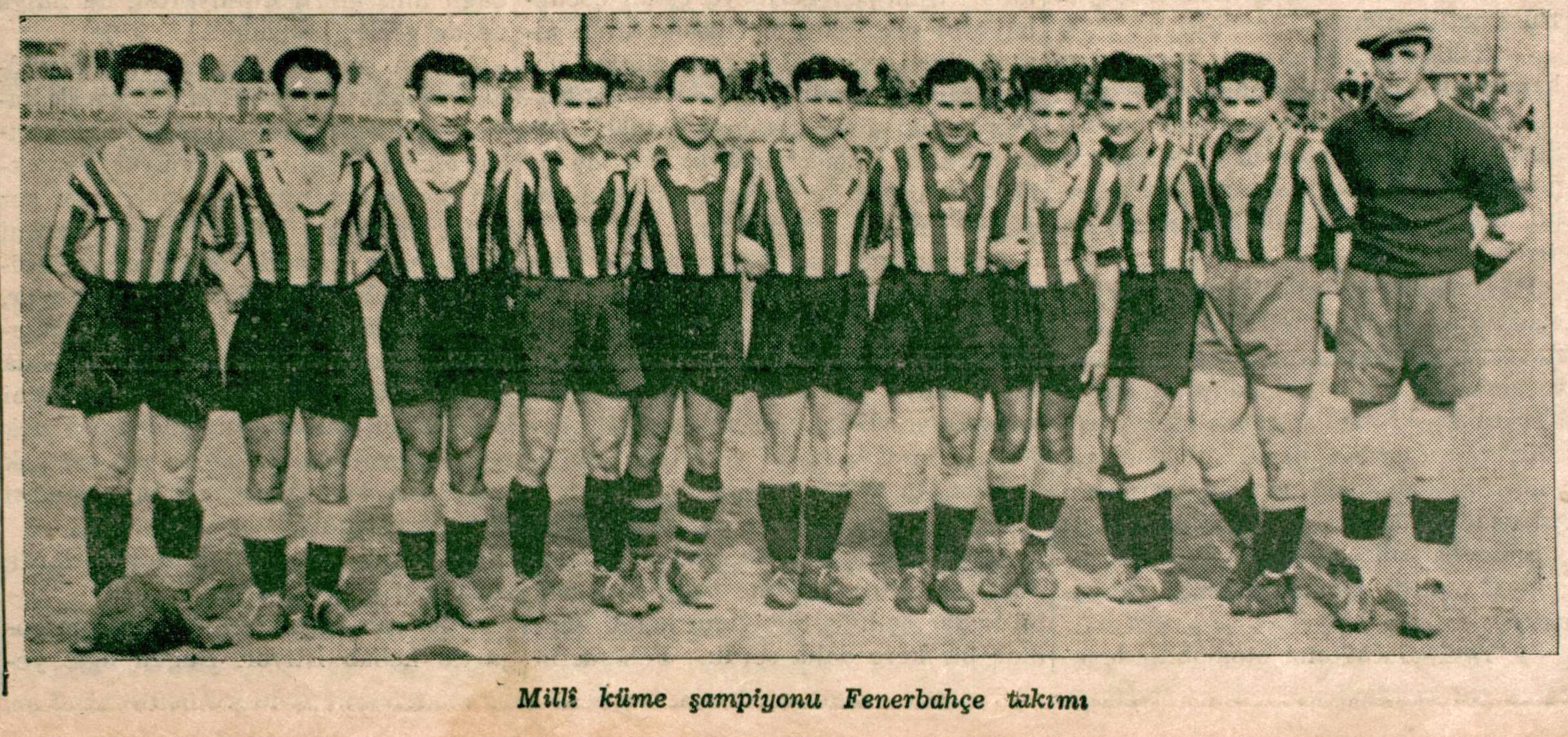
Fenerbahçe-Meistermannschaft (1937)

In Klammern sind die Spiele und Tore angegeben.
| 1.                                    | Fenerbahçe Istanbul |
| Vereinsemblem von Fenerbahçe Istanbul | - Tor: Hüsamettin Böke (12 Spiele/kein Tor erzielt); Necdet Erdem (2/-) - Abwehr: Lebip Elmas (14/-); Yaşar Alpaslan (11/-); Fazıl Arzık (-/-) - Mittelfeld: Yorgo Angelidis (14/1); Mehmet Reşat Nayır (14/-); Esat Kaner (12/4); Cevat Seyit (9/-); Ali Rıza Tansu (7/2); Sedat Bayur (1/-) - Angriff: Naci Bastoncu (14/3); Fikret Arıcan (13/3); Niyazi Sel (11/5); Şaban Topkanlı (6/1); Orhan Canpolat (5/3); Namık Erbay (4/5); Bülent Büyükyüksel (4/4); Muzaffer Çizer (1/1); Fikret Kırcan (-/-) - Trainer: James Donnelly |